# Le 17e Parallèle
Le 17e Parallèle: La guerre du peuple és una pel·lícula documental francesa del 1968 dirigida per Marceline Loridan-Ivens i Joris Ivens. La pel·lícula pretén mostrar els efectes de la campanya estatunidenca de bombardeig sobre el poble vietnamita, que eren principalment pagesos.

## Sinopsi
El 1968, entre Vietnam del Sud sota el control de l'exèrcit estatunidenc i Vietnam del Nord en lluita per la independència, es va crear una zona desmilitaritzada al voltant del paral·lel 17. Joris Ivens i la seva dona, Marceline Loridan, van anar durant dos mesos a aquesta zona dels voltants del poble de Vinh Linh per viure entre els pagesos que s'havien refugiat als cellers per intentar sobreviure als bombardejos incessants de l'artilleria estatunidenca.

## Comentaris
| « | Le 17e Parallèle és un documental compromès, en què el cineasta filma el resistent poble vietnamita, disposat a fer qualsevol sacrifici per defensar el seu país. El soroll de les bombes contrasta amb la calma dels pagesos decidits a sobreviure contra l'ogre americà. La vida quotidiana s'organitza en grans galeries subterrànies on s'organitza la comunitat. Joris Ivens filma la inquebrantable convicció del poble vietnamita que la victòria arribarà. | » |